# 717
El 717 (DCCXVII) fou un any comú començat en divendres del calendari julià.

## Esdeveniments
- Gran terratrèmol a Síria
- Carles Martell és nomenat Majordom de palau de Nèustria
- Destrucció de la primera comunitat del Monestir de Sant Cugat